# アオウミウシ
アオウミウシ（青海牛）は、日本で最も有名なウミウシの一種である。全身が鮮やかな青に黄色の斑紋、それに赤色の触角と二次鰓をもつ鮮やかな体色の小型種である。

## 特徴
分類：アオウミウシは、裸鰓目ドーリス亜目イロウミウシ上科イロウミウシ科アオウミウシ属の一種である。
外部形態：体は偏平で細長い。背面や側面に突起などはなく、滑らかな体をしている。全身が鮮やかな青。背面の縁取りが黄色く、また背面正中線の触角の間から外鰓の前まで、それにその後ろにも黄色い線がある。さらに縁取りと正中線の間にも破線状に黄色い斑紋があり、それらの間には黒点が並ぶ。ただし黄色の破線と黒点はないものもある。触角は頭の背面から突き出て赤い。二次鰓は肛門を囲むように円形に並び、白色で、その縁取りが赤い。
生態：クロイソカイメンを食べる。5〜8月に白い螺旋状の卵塊を生み付ける。

## 分布
日本：北海道から九州にかけた沿岸の浅所域に生息。
国外：香港から知られるが、その間の沖縄県では確認されていない。